# Kodeoha
Le kodeoha est une langue austronésienne parlée en Indonésie, au Sud-Est l'île  de Sulawesi. La langue appartient à la branche malayo-polynésienne des langues austronésiennes.

## Répartition géographique
La langue est parlée dans quatre villages sur la côte nord-orientale du Sud-Est de Sulawesi. Les voisins méridionaux des Kodeoha sont les Rahambuu.

## Classification
Le kodeoha est une des langues bungku-tolaki. Celles-ci forment un des groupes du malayo-polynésien occidental.

## Phonologie
Les tableaux présentent la phonologie du kodeoha, les voyelles et les consonnes. La langue est, dans la famille bungku-tolaki, celle qui a l'inventaire phonémique le plus réduit.

### Voyelles
|         | Antérieure | Centrale | Postérieure |
| ------- | ---------- | -------- | ----------- |
| Fermée  | i [i]      |          | u [u]       |
| Moyenne | e [e]      |          | o [o]       |
| Ouverte |            | a [a]    |             |

### Consonnes
|            |           | Bilabiales | alvéolaires | Vélaires | Glottales |
| ---------- | --------- | ---------- | ----------- | -------- | --------- |
| Occlusives | Sourde    | p [p]      | t [t]       | k [k]    | ʔ [ʔ]     |
| Occlusives | Sonore    | b [b]      | d [d]       | g [g]    |           |
| Fricative  | Fricative |            | s [s]       |          | h [h]     |
| Nasale     | Nasale    |            | n [n]       | ng [ŋ]   |           |
| liquide    | liquide   |            | l [l]       |          |           |
| Roulée     | Roulée    |            | r [r]       |          |           |

## Sources
- (en) Adelaar, Alexander, The Austronesian Languages of Asia and Madagascar: A Historical Perspective, The Austronesian Languages of Asia and Madagascar, pp. 1-42, Routledge Language Family Series, Londres, Routledge, 2005,  (ISBN 0-7007-1286-0)
- (en) Mead, David, Proto-Bungku-Tolaki: Reconstruction of its Phonology and Aspects of its Morphosyntax, Thèse, Houston, Rice University, 1998.
- (en) Mead, David, Mori Bawah, The Austronesian Languages of Asia and Madagascar, pp. 683-708, Routledge Language Family Series, Londres, Routledge, 2005,  (ISBN 0-7007-1286-0)